# تسوتان سوکولوف
تِسوتان نیکولائف سوکولوف (به انگلیسی: Cvetan Nikolaev Sokolov) با تلفظ دیگر اِسوتان سوکولُف، (متولد ۳۱ دسامبر ۱۹۸۹ در دوپنیتسا، بلغارستان) بازیکن تیم ملی والیبال بلغارستان است.

## حرفه ای

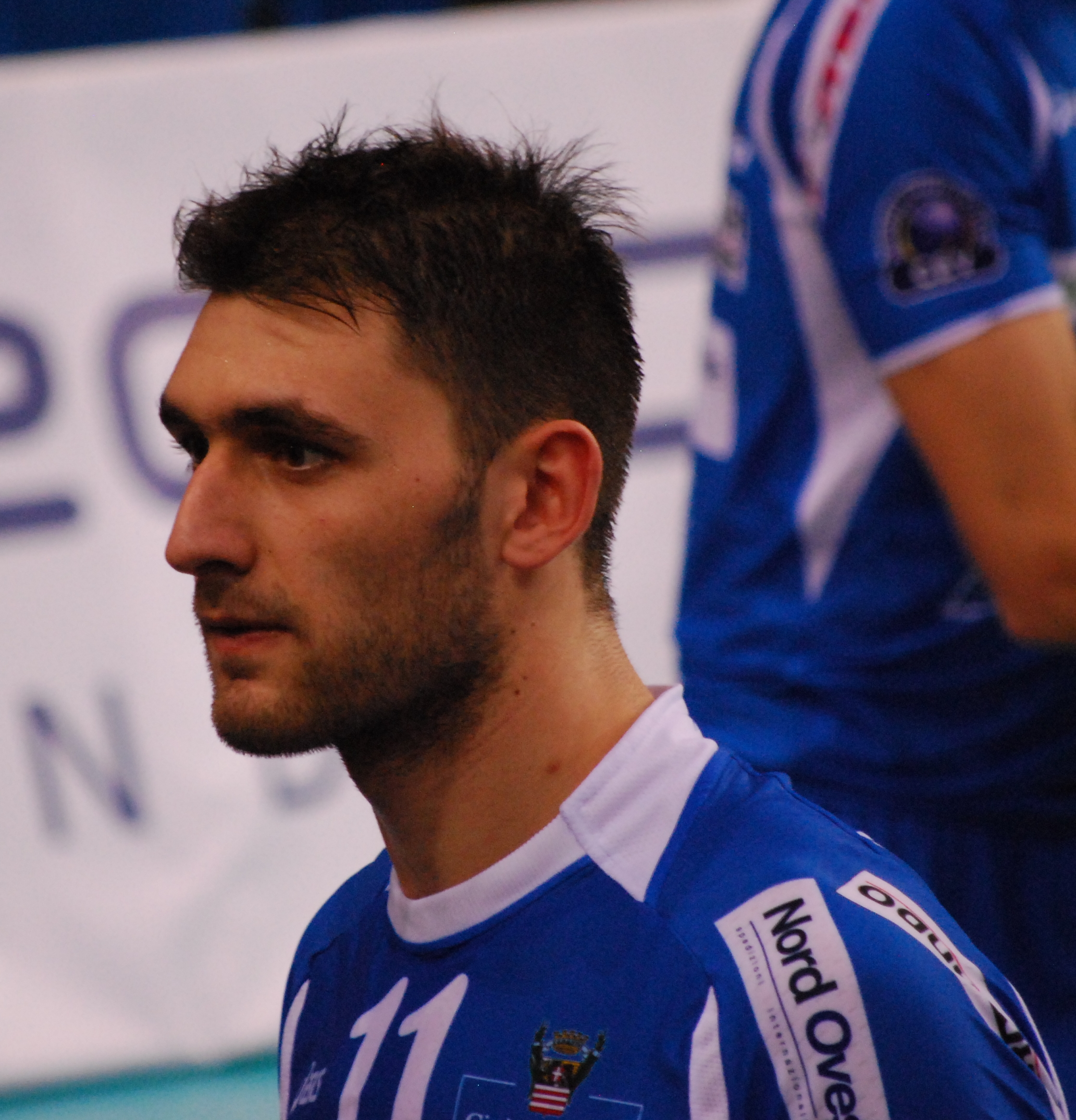
Tsvetan Sokolov

### ملی
سوکولوف در سال ۲۰۰۸ به تیم ملی بلغارستان دعوت شد و با بلغارستان قهرمان قهرمانی والیبال اروپا در سال ۲۰۰۹ را به دست آورد و در سال ۲۰۱۳ با درخشش خود تنوانست به عنوان بهترین پشت خط زن لیگ جهانی لقب بگیرد.

### باشگاهی
تسوتان والیبال خود را در سن ۱۴ سال آغاز نمود و با وجود سن کم در تیم مارک دوپنیتسا خود را به عنوان یکی از بهترین بازیکن جوان اروپا نشان داد . این رشد سریع او را مورد توجه مردم و والیبال اروپا کرد. سوکولوف در سال ۲۰۰۸ مورد توجه تیم ترنتینو قرار گرفت اما با بندی که در قوانین لیگ سری آ بود نتوانست به این تیم بپوندد اما پس از یک سال و با منحل شدن این بند در آخرین دقایق نقل و انتقالات ۲۰۰۹ با قراردادی سه ساله به ترنتینو پیوست. او تنها پس از چند ماه حضور در ترنتینو موفق به کسب مقام قهرمانی جام حذفی ایتالیا و قهرمانی لیگ قهرمانان اروپا شد.
سوکولوف در سال ۱۳-۲۰۱۲، به باشگاه پیمونته قرض داده شد و در فصل ۱۴-۲۰۱۳ دوباره به ترنتینو بازگشت و چند روز پس از بازگشت به ترنتو موفق به کسب دومین سوپر جام ایتالیا خود با تیم خود شد و در ادامه با ترنتینو به قهرمانی جام باشگاه‌های جهان دست یافت. سوکولوف در چند سال گذشته با پیشرفت خود به عنوان یکی از بهترین پشت خط زن‌های حال حاضر تبدیل شده‌است.

## افتخارات

### فردی
- باارزش‌ترین بازیکن: بازی‌های آل استار - ۲۰۱۱
- بهترین بازیکن سال بلغارستان - ۲۰۱۲
- بهترین پشت خط زن: لیگ جهانی ۲۰۱۳
- بهترین پشت خط زن: قهرمانی باشگاه های جهان - ۲۰۱۳
- بهترین بازیکن سال بلغارستان - ۲۰۱۳